# Shivaphis celticola
Shivaphis celticola är en insektsart. Shivaphis celticola ingår i släktet Shivaphis och familjen långrörsbladlöss. Inga underarter finns listade i Catalogue of Life.